# Frances Tiafoe
Frances Tiafoe (/tiˈɑːfoʊ/ tee-AH-foh; sinh ngày 20 tháng 1 năm 1998) là một vận động viên quần vợt người Mỹ gốc Sierra Leone. Anh là vận động viên quần vợt trẻ thứ ba trong top 50 của Hiệp hội quần vợt nhà nghề (ATP) và có thứ hạng đánh đơn cao nhất là vị trí số 45 trên thế giới. Anh đã giành được một danh hiệu ATP tại Delrey Beach Open 2018.
Sinh ra trong một gia đình gốc người Sierra Leone đến Mỹ, Tiafoe được luyện tập ở USTA Regional Training Ranking ở Maryland nơi cha anh đứng đầu đội ngủ bảo quản. Nền tảng và thành công của anh ở thời thiếu niên đã giúp cho anh trở thành một trong những ngôi sao quần vợt trong tương lai của Mỹ. Tiafoe đã lên top 100 của bảng xếp hạng ATP vào năm 2016. Với chức vô địch tại Delray Beach Open 2018, Tiafor đã trở thành tay vợt trẻ nhất có được một danh hiệu ở cấp ATP Tour sau Andy Roddick vào năm 2002.
Trong những năm ở sự nghiệp đầu, Tiafoe đã vô địch Dunlop Orange Bowl vào năm 2013 tại tuổi 15, giúp anh trở thành tay vợt nam trẻ nhất trong lịch sử đã vô địch được giải đấu này. Tại tuổi 17, anh đã trở thành tay vợt người Mỹ trẻ nhất tham dự vòng đấu chính của Giải quần vợt Pháp Mở rộng sau Michael Chang vào năm 1989. Khi còn trẻ, Tiafoe cũng đã vô địch US Junior National Championship và hoàn thành ATP Challenger Tour với 9 chung kết và 4 danh hiệu.

## Sự nghiệp

### Năm đầu sự nghiệp: Lên chuyên nghiệp, lần đầu tham dự Pháp và Mỹ Mở rộng

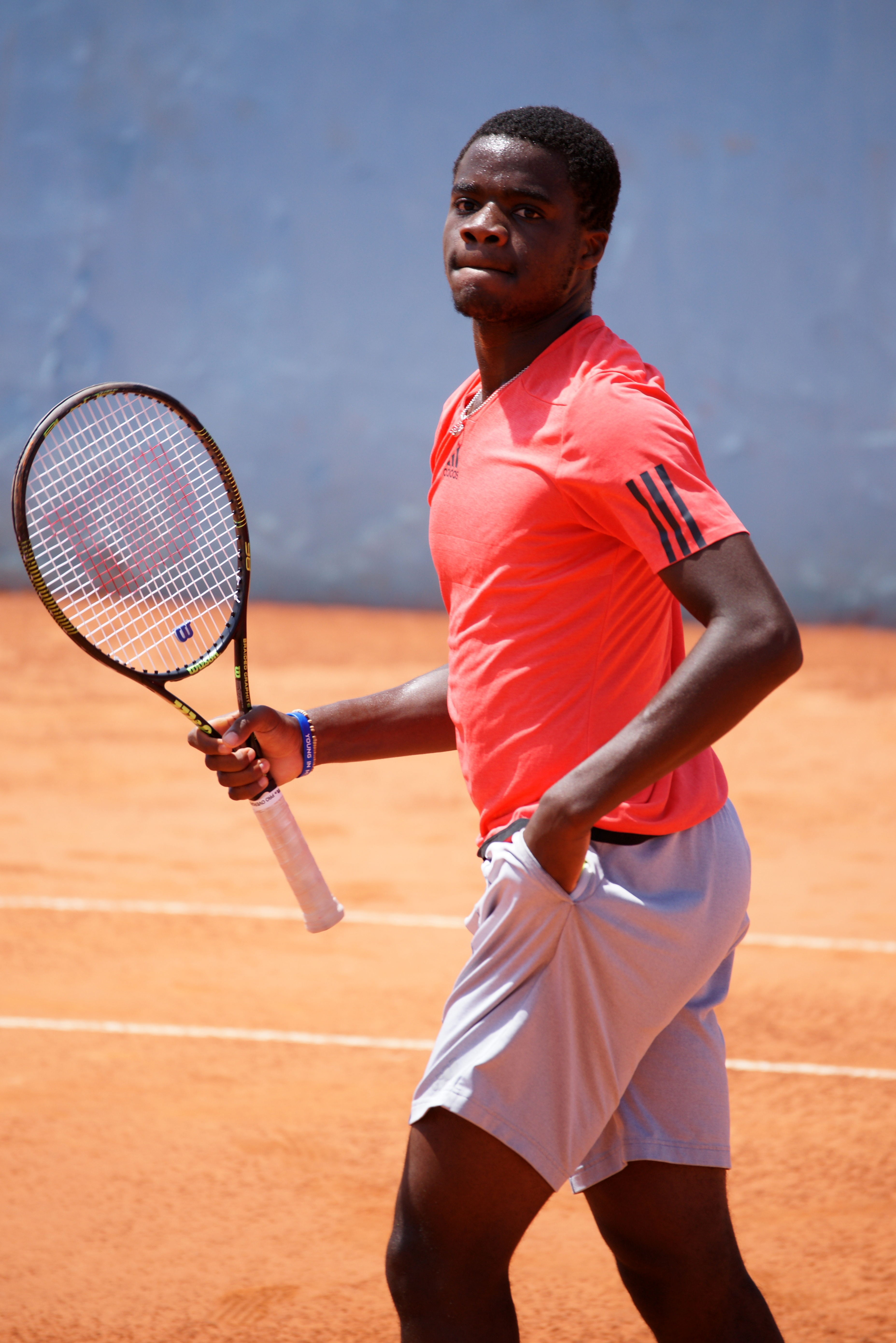
Frances Tiafoe tại Open de Nice Côte d'Azur 2015

Tiafoe tham dự vòng đấu chính ATP đầu tiên ở tuổi 16 khi được dặc cách vào giải đấu ở quê nhà, Citi Open 2014 ở Washington D.C.. Anh đã thua Evgeny Donskoy trong trận đầu tiên ở chuyên nghiệp. Tiafoe được đặc cách vào vòng loại Mỹ Mở rộng 2014 nhưng thua hạt giống số 11 Tatsuma Ito. Ở nội dung đôi nam, Tiafoe và Michael Mmoh được đặc cách và họ đã giành chiến thắng ở vòng đầu trước Víctor Estrella Burgos và Teymuraz Besikovich Gabashvili và ở vòng 2 họ đã thua trước đôi đòng hương là Scott Lipsky và Rajeev Ram sau 2 set đấu. Vào tháng 5 năm 2015, Tiafoe đã được đặc cách vào vòng đấu chính ở Giải quần vợt Pháp Mở rộng 2015. Ở vòng một, anh đã thua trước tay vợt người Slovakia Martin Kližan sau 3 set đấu. Mặc dù thua ở vòng 1, Tiafoe đã trở thành tay vợt trẻ nhất Hoa Kỳ được tham dự vòng đấu chính thức của một giải Grand Slam sau Michael Chang và Pete Sampras vào năm 1989. Tiafoe đã được được đặc cách vào vòng đấu chính của Giải quần vợt Mỹ Mở rộng 2015 nhưng ở vòng 1, anh đã thua trước hạt giống số 22 Viktor Troicki một cách chóng vánh. Anh đã kết thúc năm 2015 với vị trí số 176 trên thế giới.

### 2016: Lần đầu vào top 100, danh hiệu Challenger

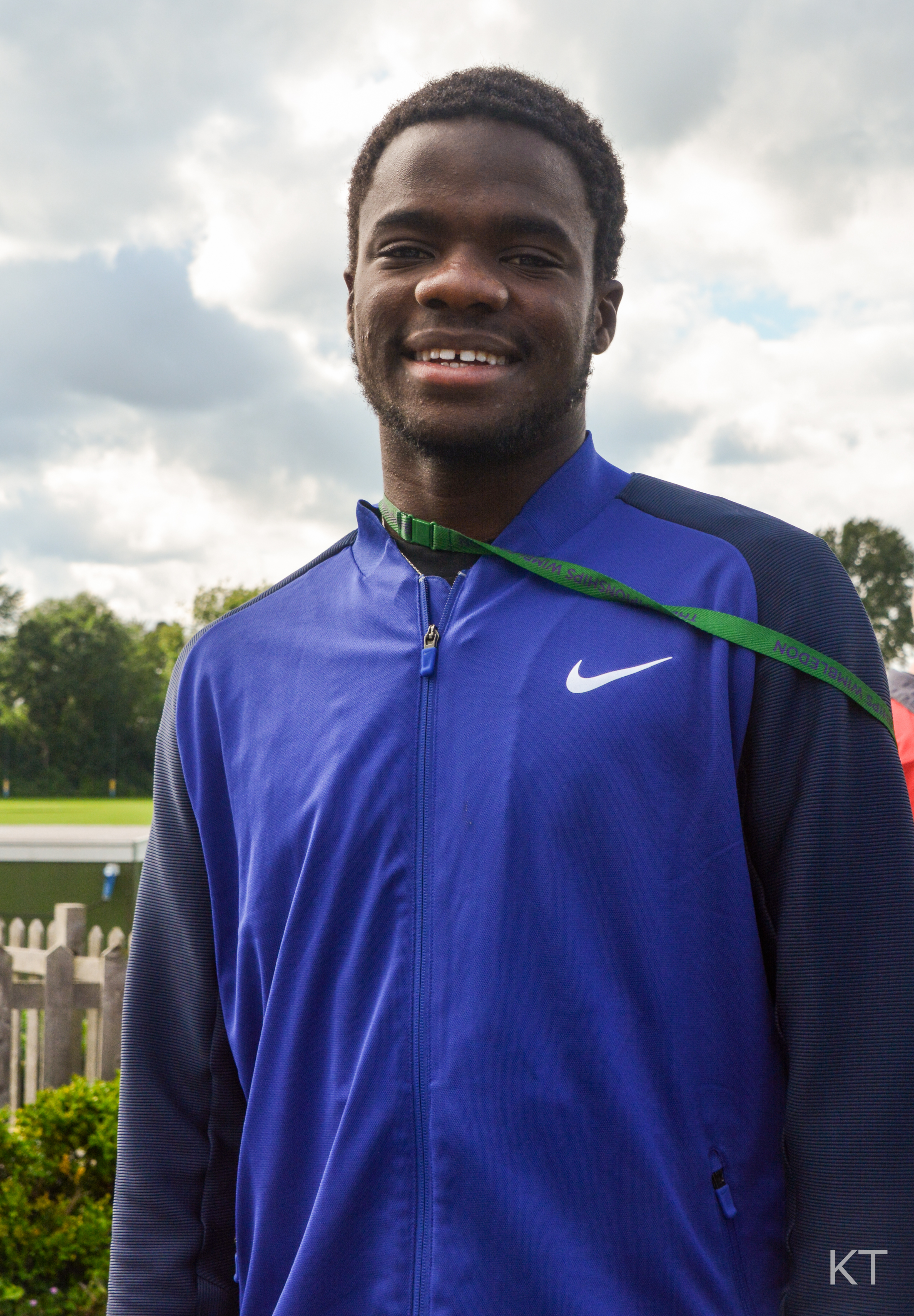
Frances Tiafoe tại Giải quần vợt Wimbledon 2016

Tại Indian Wells Masters, Tiafoe được đặc cách vào vòng đấu chính và đã thắng vòng 1 trước tay vợt số 80 thế giới Taylor Fritz. Anh thua ở vòng hia trước David Goffin sau 3 set vào loạt tie-break.
Tại giải Challenger Nielsen Pro Tennis Championships 2016, anh đã vào được vòng chung kết sau khi đánh bại các tay vợt Jason Jung, Benjamin Mitchell, Mitchell Krueger và hạt giống số 8 Peter Gojowczyk trước khi thua hạt giống số 1 Yoshihito Nishioka trong trận chung kết. Anh cũng vào chung kết giải Challenger khác là ở Lexington. Một tuần sau đó là ở Granby. Tiafoe đã vào 4 trong 5 giải Challenger ở Bắc Mỹ. Anh đã đánh bại Marcelo Arévalo trong trận chung kết để có được danh hiệu Challenger đầu tiên trong sự nghiệp để leo lên vị trí số 123.
Tại Giải quần vợt Mỹ Mở rộng 2016, anh đã được đặc cách vào vòng đấu chính. Anh thua tay vợt đồng hương và là hạt giống số 20 John Isner sau 5 set đấu mặc dù anh đã dẫn trước Isner 2-0, nhưng thua set cuối ở loạt tie-break. Vào tháng 10, Tiafoe đã vào top 100 lần đầu tiên khi vô địch giải đấu ở Stockton, đánh bại tay vợt đồng hương Noah Rubin trong trận chung kết. Anh đã kết thúc năm 2016 với vị trí số 108 trên thế giới.

### 2017: Chung kết đôi ATP
Tại Giải quần vợt Úc Mở rộng 2017, Tiafoe đã vượt qua vòng loại để được vào vòng đấu chính của giải đấu Grand Slam này. Anh đã có chiến thắng đầu tiên trước tay vợt người Kazakhstan Mikhail Kukushkin sau 4 set đấu. Đây là chiến thắng đầu tiên của anh tại một giải Grand Slam. Anh thua vòng 2 trước hạt giống số 24 Alexander Zverev một cách chóng vánh. Anh cũng vượt qua vòng loại giải Miami Open 2017 và thắng vòng 1 nhưng thua trước Roger Federer ở vòng 2.
Tại giải U.S. Men's Clay Court Championships 2017, anh và Dustin Brown được đặc cách và đã vào chung kết nội dung đôi đầu tiên. Họ đã thua trước đôi số 4 của giải là Julio Piralta và Horacia Zeballos sau 3 set đấu mặc dù họ đã thắng set đầu 6-4.
Tại Giải quần vợt WWimbledon 2017, trong lần đầu tiên được tham dự giải đấu, Tiafoe đã đánh bại tay vợt trong top 50 đầu tiên trong sự nghiệp trước Robin Haase. Anh đã đánh bại tay vợt top 10 đầu tiên tại giải Cincinnati Masters trước Alexander Zverev vào tháng 8. Tiafoe đã thua sau 5 set đấu trước Roger Federer tại Giải quần vợt Mỹ Mở rộng 2017. Vào tháng 9, đội trưởng John McEnroe đã chọn Tiafoe để thay thế Juan Martín del Potro cho đội Thế giới tại giải Laver Cup 2017. Anh thua trong trận đầu trước Marin Ćilić. Tiafoe lần đầu kết thúc năm với một vị trí trong top 100, số 79 trên thế giới, nhưng anh chỉ có tên trong chỗ thay thế tay vợt cùng với Stefanos Tsitsipas tại giải Next Generation ATP Finals 2017 ở Milan, Ý.

### 2018: Danh hiệu ATP đầu tiên
Tiafoe đã vào chung kết giải Estoril Open ở Bồ Đào Nha, nhưng anh đã thua trớc tay vợt chủ nhà João Sousa sau 2 set đấu.
Tiafoe đã giành chức vô địch giải Delray Beach Open 2018 sau khi đánh bại tay vợt nguwofi Đức Peter Gojowczyk sau 2 set đấu, 6-1, 6-4. Anh cũng đánh bại tay vợt trong top-10 thứ hai và cũng là hạt giống số 2 của giải đấu trước Juan Martín del Potro.

## Vợt và trang phục
Tiafoe được Nike tài trợ vào tháng 5 năm 2016. Trước đây, anh được Adidas tài trợ. Tiafoe dùng vợt Yonex VCORE Pro 97. Anh dùng vợt này vì nó sẽ giúp anh "chơi mạnh mẽ hơn".

## Chung kết sự nghiệp ATP

### Đơn: 2 (1 danh hiệu, 1 á quân)
| Chú thích                         |
| --------------------------------- |
| Grand Slam tournaments (0–0)      |
| ATP World Tour Finals (0–0)       |
| ATP World Tour Masters 1000 (0–0) |
| ATP World Tour 500 Series (0–0)   |
| ATP World Tour 250 Series (1–1)   |

| Danh hiệu theo mặt sân |
| ---------------------- |
| Cứng (1–0)             |
| Đất nện (0–1)          |
| Cỏ (0–0)               |

| Danh hiệu theo lắp đặt |
| ---------------------- |
| Trong nhà (1–1)        |
| Ngoài trời (0–0)       |

| Kết quả | T-B | Ngày             | Giải đấu                  | Thể loại   | Mặt sân | Đối thủ         | Tỉ số    |
| ------- | --- | ---------------- | ------------------------- | ---------- | ------- | --------------- | -------- |
| Vô địch | 1–0 | tháng 2 năm 2018 | Delray Beach Open, Hoa Kỳ | 250 Series | Cứng    | Peter Gojowczyk | 6–1, 6–4 |
| Á quân  | 1–1 | tháng 5 năm 2018 | Estoril Open, Bồ Đào Nha  | 250 Series | Đất nện | João Sousa      | 4–6, 4–6 |

### Đôi: 1 (1 á quân)
| Chú thích                         |
| --------------------------------- |
| Grand Slam tournaments (0–0)      |
| ATP World Tour Finals (0–0)       |
| ATP World Tour Masters 1000 (0–0) |
| ATP World Tour 500 Series (0–0)   |
| ATP World Tour 250 Series (0–1)   |

| Danh hiệu theo mặt sân |
| ---------------------- |
| Cứng (0–0)             |
| Đất nện (0–1)          |
| Cỏ (0–0)               |

| Danh hiệu theo lắp đặt |
| ---------------------- |
| Ngoài trời (0–1)       |
| Trong nhà (0–0)        |

| Kết quả | T-B | Ngày             | Giải đấu                                    | Thể loại   | Mặt sân | Đồng đội     | Đối thủ                        | Tỉ số            |
| ------- | --- | ---------------- | ------------------------------------------- | ---------- | ------- | ------------ | ------------------------------ | ---------------- |
| Á quân  | 0–1 | tháng 4 năm 2017 | U.S. Men's Clay Court Championships, Hoa Kỳ | 250 Series | Đất nện | Dustin Brown | Julio Peralta Horacio Zeballos | 6–4, 5–7, [6–10] |

## Chung kết ATP Challenger và ITF Futures

### Đơn: 12 (5-7)
| Chú thích (Đơn)           |
| ------------------------- |
| ATP Challenger Tour (4–5) |
| ITF Futures Tour (1–2)    |

| Danh hiệu theo mặt sân |
| ---------------------- |
| Cứng (3–4)             |
| Đất nện (2–3)          |
| Cỏ (0–0)               |

| Kết quả | T-B | Ngày             | Giải đấu                | Thể loại   | Mặt sân  | Đối thủ            | Tỉ số                   |
| ------- | --- | ---------------- | ----------------------- | ---------- | -------- | ------------------ | ----------------------- |
| Loss    | 0–1 | Th1 năm 2015     | USA F5, Weston          | Futures    | Clay     | Benjamin Balleret  | 5–7, 4–6                |
| Win     | 1–1 | Th3 năm 2015     | USA F10, Bakersfield    | Futures    | Hard     | Maxime Tabatruong  | 6–1, 6–2                |
| Loss    | 1–2 | Th3 năm 2015     | USA F11, Calabasas      | Futures    | Hard     | Dennis Novikov     | 6–7(4–7), 6–7(6–8)      |
| Loss    | 1–3 | tháng 5 năm 2015 | Tallahassee, US         | Challenger | Clay     | Facundo Argüello   | 6–2, 6–7(5–7), 4–6      |
| Loss    | 1–4 | Th11 năm 2015    | Knoxville, US           | Challenger | Hard (i) | Dan Evans          | 7–5, 1–6, 3–6           |
| Loss    | 1–5 | Th4 năm 2016     | Tallahassee, US         | Challenger | Clay     | Quentin Halys      | 7–6(8–6), 4–6, 2–6      |
| Loss    | 1–6 | Th7 năm 2016     | Winnetka, US            | Challenger | Hard     | Yoshihito Nishioka | 3–6, 2–6                |
| Loss    | 1–7 | Th7 năm 2016     | Lexington, US           | Challenger | Hard     | Ernesto Escobedo   | 2–6, 7–6(8–6), 6–7(3–7) |
| Win     | 2–7 | Th8 năm 2016     | Granby, Canada          | Challenger | Hard     | Marcelo Arévalo    | 6–1, 6–1                |
| Win     | 3–7 | Th10 năm 2016    | Stockton, US            | Challenger | Hard     | Noah Rubin         | 6–4, 6–2                |
| Win     | 4–7 | Th4 năm 2017     | Sarasota, US            | Challenger | Clay     | Tennys Sandgren    | 6–3, 6–4                |
| Win     | 5–7 | tháng 5 năm 2017 | Aix-en-Provence, France | Challenger | Clay     | Jérémy Chardy      | 6–3, 4–6, 7–6(7–5)      |

### Đôi: 1 (0–1)
| Chú thích (Đôi)           |
| ------------------------- |
| ATP Challenger Tour (0–0) |
| ITF Futures Tour (0–1)    |

| Danh hiệu theo mặt sân |
| ---------------------- |
| Cứng (0–0)             |
| Đất nện (0–1)          |
| Cỏ (0–0)               |

| Kết quả | T-B | Ngày             | Giải đấu        | Thể loại | Mặt sân | Đồng đội         | Đối thủ              | Tỉ số                 |
| ------- | --- | ---------------- | --------------- | -------- | ------- | ---------------- | -------------------- | --------------------- |
| Á quân  | 0–1 | tháng 1 năm 2014 | USA F2, Sunrise | Futures  | Đất nện | William Blumberg | Jason Jung Evan King | 7–6(7–4), 4–6, [6–10] |

## Thống kê sự nghiệp
| VĐ | CK | BK | TK | V# | RR | Q# | A |  | Z# | PO | G | F-S | SF-B | NMS | NH |

### Đơn
Tính đến Giải quần vợt WWimbledon 2018
| Giải đấu                    | 2014  | 2015  | 2016  | 2017  | 2018  | SR     | T-B   |
| --------------------------- | ----- | ----- | ----- | ----- | ----- | ------ | ----- |
| Grand Slam                  |       |       |       |       |       |        |       |
| Úc Mở rộng                  | A     | A     | Q2    | 2R    | 1R    | 0 / 2  | 1–2   |
| Pháp Mở rộng                | A     | 1R    | Q3    | 1R    | 1R    | 0 / 3  | 0–3   |
| Wimbledon                   | A     | A     | Q1    | 2R    | 3R    | 0 / 2  | 3–2   |
| Mỹ Mở rộng                  | Q1    | 1R    | 1R    | 1R    |       | 0 / 3  | 0–3   |
| Thắng-Bại                   | 0–0   | 0–2   | 0–1   | 2–4   | 2–3   | 0 / 10 | 4–10  |
| ATP World Tour Masters 1000 |       |       |       |       |       |        |       |
| Indian Wells Masters        | A     | A     | 2R    | 1R    | 1R    | 0 / 3  | 1–3   |
| Miami Open                  | A     | A     | A     | 2R    | 4R    | 0 / 2  | 4–2   |
| Monte-Carlo Masters         | A     | A     | A     | A     | A     | 0 / 0  | 0–0   |
| Madrid Open                 | A     | A     | A     | A     | A     | 0 / 0  | 0–0   |
| Rome Masters                | A     | A     | A     | A     | 1R    | 0 / 1  | 0–1   |
| Rogers Cup                  | A     | A     | A     | 1R    |       | 0 / 1  | 0–1   |
| Cincinnati Masters          | A     | Q1    | A     | 3R    |       | 0 / 1  | 2–1   |
| Thượng Hải Masters          | A     | A     | A     | 2R    |       | 0 / 1  | 1–1   |
| Paris Masters               | A     | A     | A     | A     |       | 0 / 0  | 0–0   |
| Thắng-Bại                   | 0–0   | 0–0   | 1–1   | 4–5   | 3–3   | 0 / 9  | 8–9   |
| Thống kê Sự nghiệp          |       |       |       |       |       |        |       |
| Giải đấu                    | 1     | 5     | 6     | 17    | 13    | 42     | 42    |
| Danh hiệu / Chung kết       | 0 / 0 | 0 / 0 | 0 / 0 | 0 / 0 | 1 / 2 | 1 / 2  | 1 / 2 |
| Tổng số Thắng-Bại           | 0–1   | 1–5   | 1–6   | 7–17  | 20–12 | 29–41  | 29–41 |
| Xếp hạng cuối năm           | 1145  | 176   | 108   | 79    |       | 41%    | 41%   |

### Đôi
| Giải đấu              | 2014  | 2015  | 2016  | 2017  | 2018  | SR    | T-B   |
| --------------------- | ----- | ----- | ----- | ----- | ----- | ----- | ----- |
| Grand Slam            |       |       |       |       |       |       |       |
| Úc Mở rộng            | A     | A     | A     | A     | 1R    | 0 / 1 | 0–1   |
| Pháp Mở rộng          | A     | A     | A     | 1R    |       | 0 / 1 | 0–1   |
| Wimbledon             | A     | A     | A     | 1R    |       | 0 / 1 | 0–1   |
| Mỹ Mở rộng            | 2R    | A     | A     | A     |       | 0 / 1 | 1–1   |
| Thắng-Bại             | 1–1   | 0–0   | 0–0   | 0–2   | 0–1   | 0 / 4 | 1–4   |
| Thống kê Sự nghiệp    |       |       |       |       |       |       |       |
| Danh hiệu / Chung kết | 0 / 0 | 0 / 0 | 0 / 0 | 0 / 1 | 0 / 0 | 0 / 1 | 0 / 1 |
| Tổng số Thắng-Bại     | 1–1   | 0–1   | 0–1   | 3–3   | 2–3   | 6–9   | 6–9   |
| Xếp hạng cuối năm     | 536   | N/A   | 684   | 367   |       | 40%   | 40%   |

## Thắng đối thủ trong top 10
| Mùa giải | 2015 | 2016 | 2017 | 2018 | Tổng số |
| Thắng    | 0    | 0    | 1    | 1    | 2       |

| #    | Tay vợt               | Xếp hạng | Giải đấu             | Mặt sân | Vòng | Tỉ số              | Xếp hạng của Tiafoe |
| ---- | --------------------- | -------- | -------------------- | ------- | ---- | ------------------ | ------------------- |
| 2017 |                       |          |                      |         |      |                    |                     |
| 1.   | Alexander Zverev      | 7        | Cincinnati, Hoa Kỳ   | Cứng    | V2   | 4–6, 6–3, 6–4      | 87                  |
| 2018 |                       |          |                      |         |      |                    |                     |
| 2.   | Juan Martin del Potro | 10       | Delray Beach, Hoa Kỳ | Cứng    | V2   | 7–6(8–6), 4–6, 7–5 | 91                  |